# مارك ساندرز
مارك ساندرز (10 يوليو 1979 بديربان في جنوب أفريقيا - ) (بالإنجليزية: Mark Sanders)‏ هو لاعب كريكت جنوب أفريقي. لعب مع Boland (cricket team) ‏ وفريق كوازولو ناتال للكريكت ‏.

## وصلات خارجية
- مارك ساندرز على موقع إي آس بي آن كريك إنفو (الإنجليزية)